# Myotis auriculus
Myotis auriculus is een zoogdier uit de familie van de gladneuzen (Vespertilionidae). De wetenschappelijke naam van de soort werd voor het eerst geldig gepubliceerd door Baker & Stains in 1955.

## Voorkomen
De soort komt voor in Guatemala, Mexico en de Verenigde Staten.